# Melasina metherca
Melasina metherca är en fjärilsart som beskrevs av Edward Meyrick 1916. Melasina metherca ingår i släktet Melasina och familjen säckspinnare. Inga underarter finns listade i Catalogue of Life.